# Лисов, Иван Игнатьевич
Иван Игнатьевич Лисов (30 сентября 1923 года, село Рокотушка — 30 марта 1975 года, Оренбург) — начальник Оренбургского управления буровых работ объединения «Оренбургнефть» Министерства нефтяной промышленности СССР, Оренбургская область. Герой Социалистического Труда (1971).

## Биография
Родился в 1923 году в крестьянской семье в селе Рокотушка (сегодня — Новоспасский район Ульяновской области).
Окончил Сызранский горно-нефтяной техникум. В 1942 году призван в Красную Армию. После окончания Московской авиашколы связи воевал радиотехником в составе 168-го истребительного авиационного полка (сокращённо — 168 иап 3 БелФ). Участвовал в сражениях при освобождении Белоруссии, Польши.
После демобилизации в 1949 году трудился помощником бурильщика, бурильщиком, начальником участка бурения в различных организациях нефтяной промышленности. С 1949 года — директор Серноводской конторы бурения треста «Куйбышевнефтегазразведка», с 1952 года — директор конторы бурения № 4 треста «Татбурнефть» в городе Лениногорск Татарской АССР. Получил высшее образование в Московском институте нефтехимической и газовой промышленности. С 1970 года — начальник Оренбургского управления буровых работ объединений «Оренбургнефть» и «Оренбурггазпром».
Под его руководством объединение «Оренбургнефть» по итогам работы за 1970 год показало рекордные скорости проходки при бурении скважин на Оренбургском газоконденсатном месторождении, пробурив 81400 метров горных пород и сдав в эксплуатацию 46 газовых скважин. Досрочно выполнил личные социалистические обязательства и плановые задания Восьмой пятилетки (1966—1970). Указом Президиума Верховного Совета СССР от 30 марта 1971 года «за выдающиеся заслуги в выполнении заданий пятилетнего плана по добыче нефти и достижений высоких технико-экономических показателей в работе» удостоен звания Героя Социалистического Труда с вручением Ордена Ленина и золотой медали Серп и Молот.
Избирался членом Лениногорского пленума горкома КПСС, депутатом Лениногорского городского совета народных депутатов.
Скончался 30 марта 1975 года в Оренбурге. Похоронен в городе Лениногорск Республики Татарстан.
Награды
- Герой Социалистического Труда
- Орден Ленина
- Орден Трудового Красного Знамени
- Медаль «За взятие Кенигсберга»
- Медаль «За боевые заслуги» (09.04.1945)
- Медаль «За победу над Германией в Великой Отечественной войне 1941—1945 гг.» (09.05.1945)
- Медаль «В ознаменование 100-летия со дня рождения Владимира Ильича Ленина»